# Финифтер, Ада
Ада Финифтер (англ. Ada Weintraub Finifter, 6 июня 1938, Нью-Йорк, Нью-Йорк — 2011) — американский политолог. Она специализировалась на изучении американского общественного мнения и поведения избирателей.

## Образование и академические должности
Финифтер родилась в Бруклине 6 июня 1938 года. Ада Финифтер окончила Бруклинский колледж по специальности «политология» в 1959 году, а затем получила степень магистра в Мичиганском университете.
Затем Финифтер работала на факультете политологии Католического университета имени Андреса Бельо в качестве члена Корпуса мира, проработав там один год, а потом вернулась в Соединённые Штаты и начала обучение в докторантуре по политологии в Университете Висконсина в Мадисоне. Там она училась у Дж. Остина Рэнни и получила докторскую степень в 1967 году. Финифтер была принята на работу в качестве профессора политологии в Университет штата Мичиган, став доцентом в 1972 году и профессором в 1981 году. В 1978 году Финифтер была приглашённым учёным в Австралийском национальном университете.

## Исследования
Финифтер написала несколько книг, одна из самых известных — «Отчуждение и социальная система» (1972). Она также написала ранний текст по использованию персонального компьютера «Использование персонального компьютера IBM: EasyWriter» (1984). Она также отредактировала несколько книг, включая «Государство дисциплины» (The State of the Discipline, 1983).
Финифтер была президентом Ассоциации политических наук Среднего Запада в 1986–1987 годах. С марта 1996 года по декабрь 2001 года она была редактором журнала American Political Science Review.